# Nacktgesichtkotinga
Der Nacktgesichtkotinga (Procnias nudicollis) oder Nacktkehl-Glockenvogel ist ein südamerikanischer Schreivogel aus der Familie der Schmuckvögel.

## Merkmale
Er erreicht eine Größe von 27 cm. Das Männchen hat ein weißes Gefieder mit blaugrünen nackten Hautstellen an den Augen und an der Kehle, die mit schwarzen Borsten bedeckt ist. Die Weibchen sind an der Oberseite, den Flügeln und am Schwanz olivgrün gefärbt und an der Unterseite gelblich weiß gestrichelt. Der Kopf ist schwarz, die Brust ist olivgrün und hell gestrichelt.
Der metallisch klingende, glockenähnliche Ruf gehört zu den lautesten Äußerungen in der Vogelwelt.

## Verhalten
Der Nacktgesichtkotinga hält sich meistens ruhig in den Baumwipfeln auf und ernährt sich von Früchten.

## Vorkommen
Der Vogel lebt im Gebirgstropenwald in Ostbrasilien, Paraguay und Nordargentinien. Im Winter zieht er in tiefere Regionen.

## Fortpflanzung
Das Männchen ruft von einem exponierten Platz aus mit zurückgeworfenem Kopf nach einem Weibchen. Taucht eine mögliche Partnerin auf, beginnt es mit gespreizten Schwanzfedern von Ast zu Ast zu hüpfen.
Nach der Paarung wird ein dünnes schalenförmiges Nest aus Stöcken in einer Astgabel, vorzugsweise in einer Höhe von 5 bis 7 m in Kakaobäumen, gebaut. Es wird ein einziges hellbraunes Ei gelegt, das dunkelbraun gefleckt ist. Die Brutdauer beträgt 23 Tage. Die Jungen sind nach 33 Tagen flügge.

## Besonderheit
In Paraguay regte der metallisch klingende Gesang des Vogels die dortigen Musiker zu einem Stück an. „Pajaro Campana“ ist zugleich Titel und der Name des Vogels auf Spanisch.

## Etymologie und Forschungsgeschichte
Die Erstbeschreibung des Nacktgesichtkotingas erfolgte 1817 durch Louis Pierre Vieillot unter dem wissenschaftlichen Namen Ampelis nudicollis. Das Typusexemplar befand sich im Naturalienkabinett Von König Ludwig XVIII. Als Verbreitungsgebiet gab er Brasilien an. 1811 führte Johann Karl Wilhelm Illiger die für die Wissenschaft neue Gattung Procnias ein. Illiger bezog sich auf Johann Centurius von Hoffmannsegg. Dieser Begriff bezieht sich auf Prokne, die sich in eine Schwalbe verwandelte.  Der Artname nudicollis ist ein Wortgebilde aus lateinisch nudus ‚nackt‘ und lateinisch -collis, collum ‚-halsig, Nacken, Kehle‘. Alfred Laubmann sah in seinem Werk Die Vögel von Paraguay in Chasmorhynchus nudicollis Bertoni, 1906 aus dem Departamento Alto Paraná den ersten Nachweis der Art für Paraguay. Während der „3. Gran-Chaco-Expedition“ wurde ein weiterer Balg weiter im Binnenland bei Nueva Germania gesammelt.